# Ровескала
Ровескала (итал. Rovescala) — коммуна в Италии, располагается в регионе Ломбардия, в провинции Павия.
Население составляет 957 человек (2008 г.), плотность населения составляет 115 чел./км². Занимает площадь 8 км². Почтовый индекс — 27040. Телефонный код — 0385.
В коммуне в четвёртое воскресение августа особо отмечается Рождество Пресвятой Богородицы.

## Демография
Динамика населения:

## Администрация коммуны
- Официальный сайт: http://www.comune.rovescala.pv.it/